# Scautismo

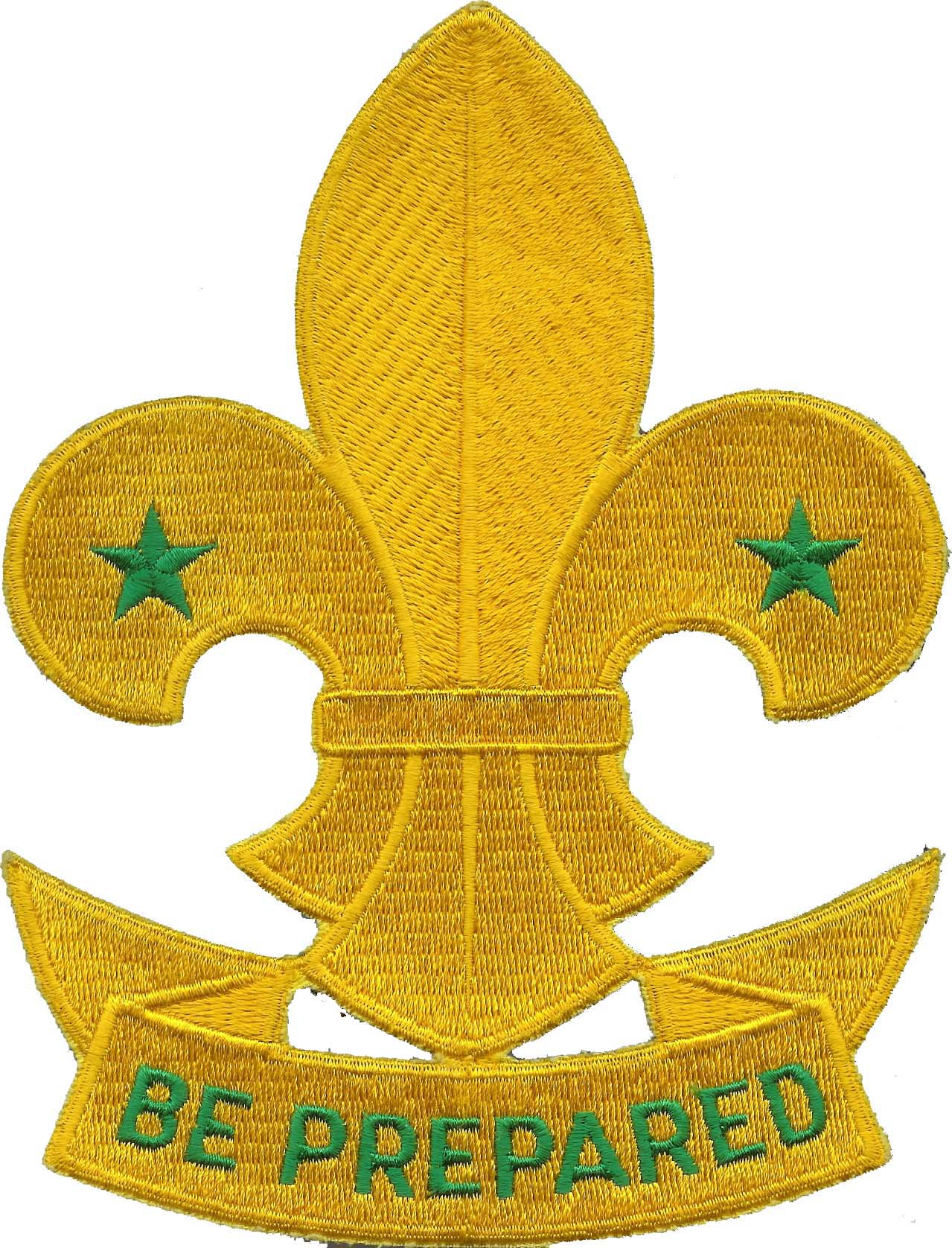
Il giglio, simbolo del Movimento Scout, sovrastante la scritta in inglese "Be Prepared", ossia "Siate preparati", motto dello scautismo. Molto spesso si ricorre al latino "Estote Parati".

Lo scautismo o scoutismo è, come dichiarato nel 1924 dal secondo jamboree mondiale svoltosi a Ermelunden in Danimarca, un movimento di carattere nazionale, internazionale e universale che ha come fine ultimo la formazione fisica, morale e spirituale della gioventù. Nato nel 1907 da un'idea del tenente generale inglese Robert Baden-Powell (chiamato affettuosamente «B.-P.» dagli scout di tutto il mondo), questo metodo educativo è fondato sul volontariato e sull'«imparare facendo», attraverso attività all'aria aperta e in gruppi. Offre ai giovani la possibilità di fare amicizia e vivere esperienze formative divertendosi.
Oggi lo scautismo conta in totale più di quaranta milioni di iscritti ed è il più grande movimento al mondo di educazione non formale. Le più grandi organizzazioni scout a livello mondiale sono l'Associazione mondiale guide ed esploratrici (WAGGGS o AMGE) e l'Organizzazione mondiale del movimento scout (WOSM o OMMS), alle quali sono affiliate la maggior parte delle associazioni in tutto il mondo e alle quali è preposta l'organizzazione dei vari Jamboree mondiali dello scautismo, che si svolgono ogni quattro anni.

## Origine del termine

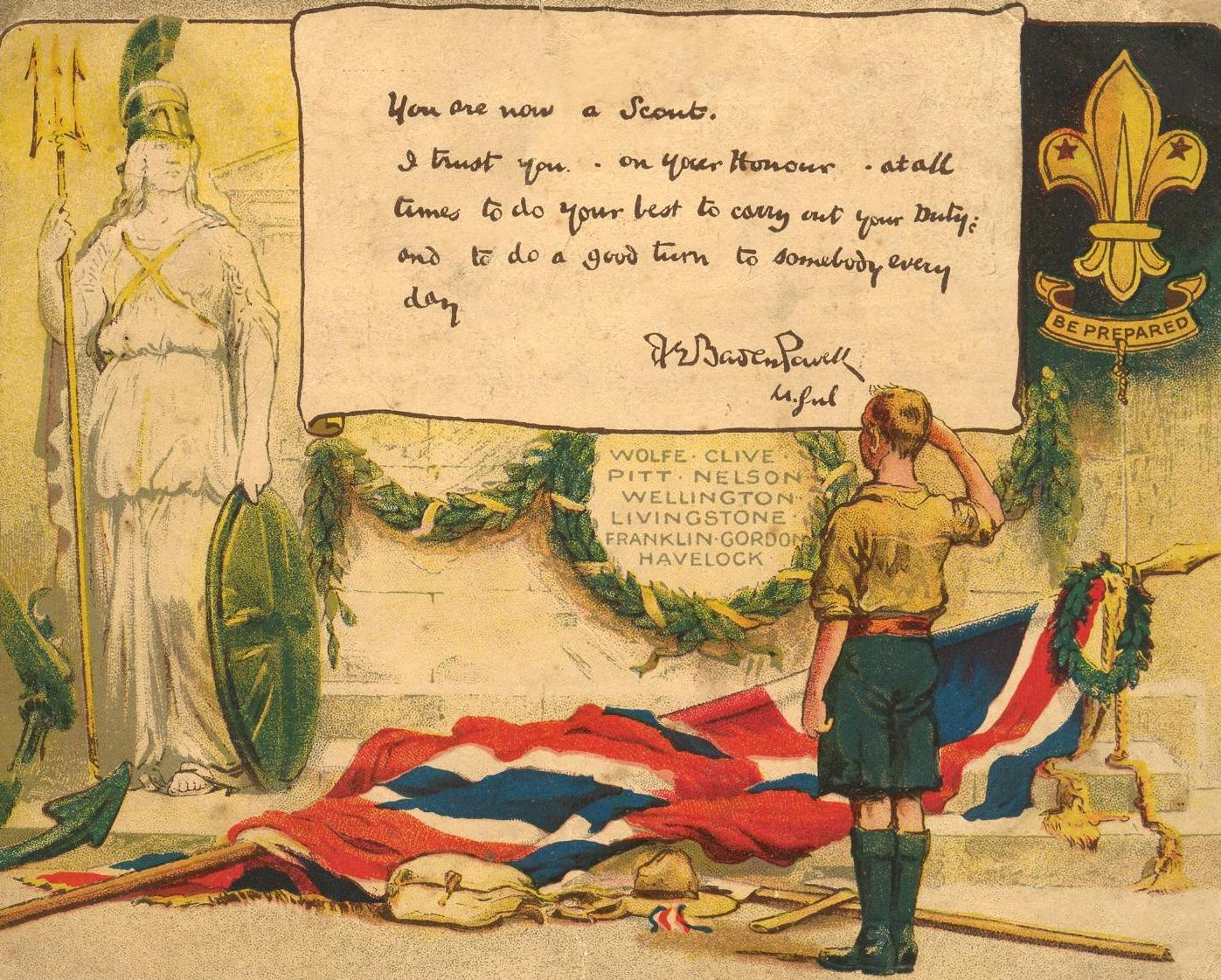
Un certificato di adesione allo scautismo del dicembre 1914.

La parola scout, che significa in lingua inglese «ricognitore, esploratore», veniva e viene tuttora usata in ambito militare per indicare tutti quei mezzi e quelle attività volte a localizzare il nemico. Fu scelta da Baden-Powell pensando ai ragazzi e ai molteplici orizzonti che essi potevano scoprire; il termine vuole anche far pensare a delle persone in grado di cavarsela da soli nelle situazioni più svariate, organizzate e attrezzate, sia interiormente sia esteriormente, in ogni evenienza.
Il termine simile boy scout, a volte erroneamente riportato come boy-scout, veniva usato inizialmente per specificare la natura giovanile di questo movimento, rivolto ai ragazzi e non agli adulti e in seguito anche per distinguere gli scout di sesso maschile dalle girl guides, di sesso femminile. Nel Regno Unito venne mutato in scout nel 1966, nell'ambito di estese riforme.
In altre nazioni, fra cui l'Italia, il termine cadde in disuso a partire dagli anni '70, cioè quando la maggior parte delle associazioni cominciò ad avere soci di entrambi i sessi. L'espressione boy scout è talvolta ancora usata all'estero in associazioni esclusivamente maschili (specialmente negli Stati Uniti).

## Storia

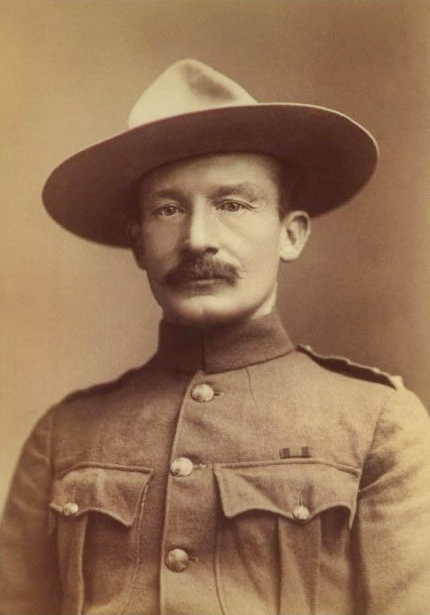
Robert Baden-Powell in Sudafrica con il tipico cappellone boero.

### Antefatti

#### Seconda guerra matabele
Nel 1896 Robert Baden-Powell venne assegnato alla regione africana del Matabeleland, in Rhodesia Meridionale (nell'odierno Zimbabwe), presso il comando di Frederick Carrington, per sedare la rivolta dei Matabele. Lì incontrò e fece amicizia con lo statunitense Frederick Russell Burnham, futuro fondatore dei Boy Scouts of America. La Seconda guerra matabele rappresentò un'importante fase per lo scautismo, poiché da questa esperienza Robert Baden-Powell trasse le prime idee su quello che sarebbe stato il futuro movimento scout. Praticate dai pionieri del West e dai nativi americani, le nozioni di sopravvivenza non erano molto conosciute dall'Esercito Britannico, al contrario lo erano da molti esploratori americani, come Burnham. Le abilità nel sopravvivere in ambienti ostili costituirono la base del moderno scouting e, dalla sua fondazione, dell'odierno scautismo.
Durante le loro pattuglie congiunte di esplorazione presso le Matobo Hills, Burnham e Baden-Powell ebbero modo di approfondire le loro conoscenze in ambito di sopravvivenza e comportamento, rivolgendo particolarmente i loro pensieri all'applicazione di queste abilità da parte di un pubblico giovane, ponendo le basi per quello che saranno le capacità richieste e i codici d'onore nello scautismo, contenuti nel futuro libro (pubblicato nel 1908 da Baden-Powell), Scautismo per ragazzi, tomo fondamentale per l'intero movimento scout. Fu durante la suddetta guerra inoltre che Baden-Powell iniziò a usare il cappellone boero (come quello di Burnham) e ricevette il corno di Kudu, corno di guerra del popolo Ndebele, che successivamente utilizzerà per l'apertura e per le varie chiamate di raccolta del primo campo scout mondiale.

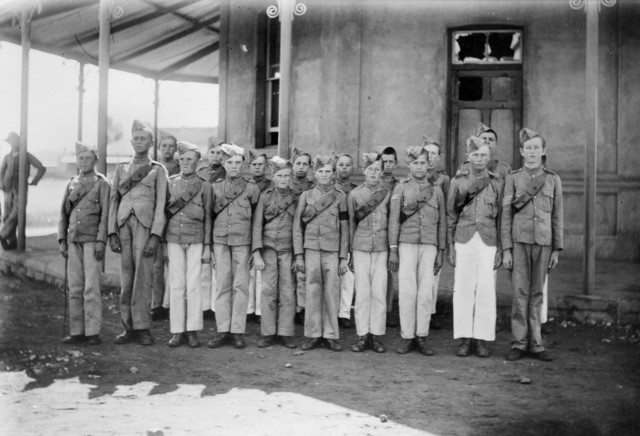
I cadetti di Mafeking.

#### Seconda guerra boera

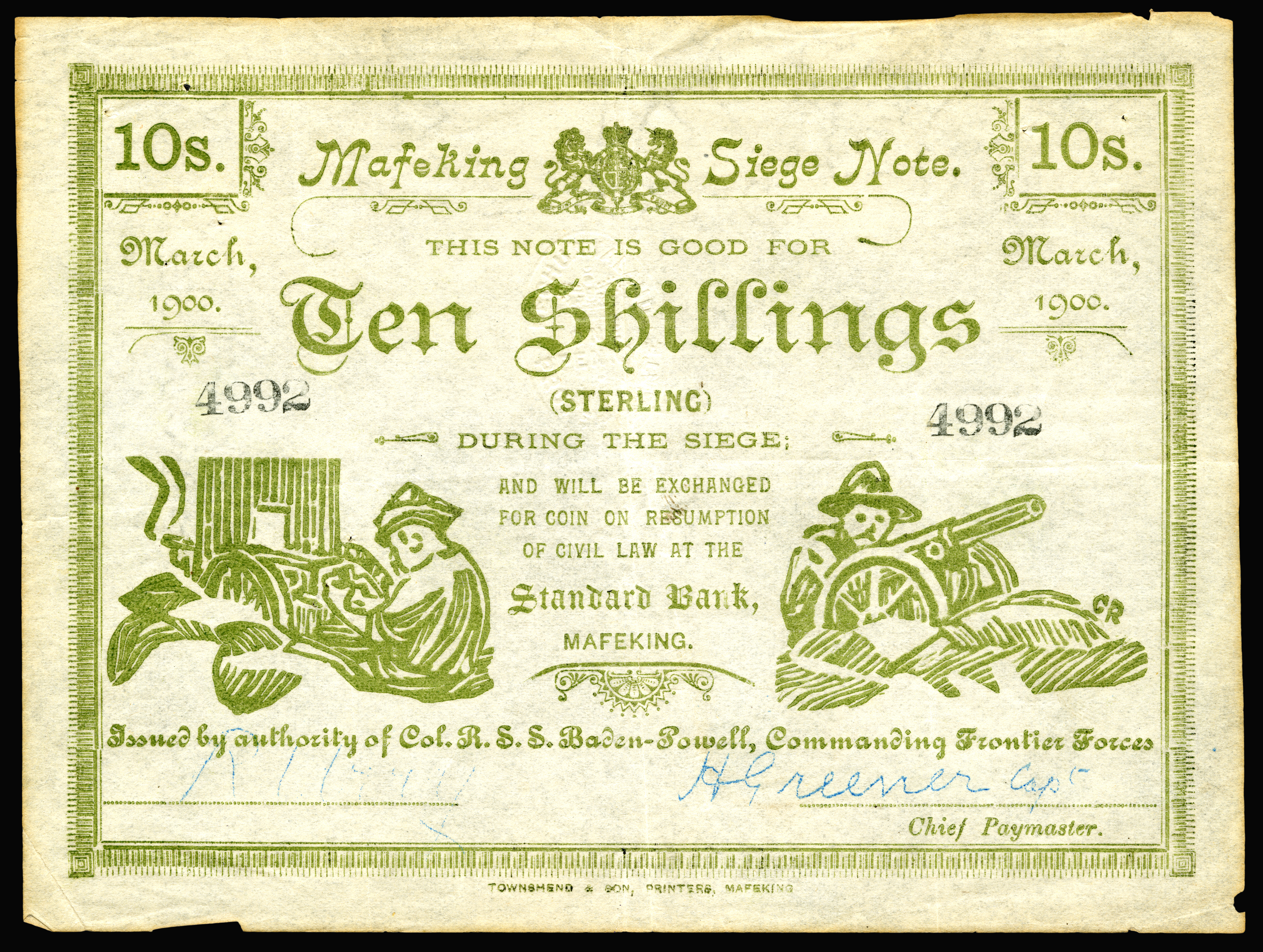
10 scellini inglesi del 1900 coniati durante l'assedio; si noti l'effige di Baden-Powell.

Francobollo emesso durante l'assedio; si noti l'effige di un cadetto di Mafeking.

Tre anni dopo, durante la seconda guerra boera in Sudafrica, più precisamente nel piccolo centro cittadino di Mafeking, Robert-Baden Powell fu messo sotto assedio dalle forze boere. Per organizzare la difesa l'allora colonnello Baden-Powell dovette ricorrere a molte nozioni personali di sopravvivenza. Nella città assediata venne emanato un ordine di reclutamento per tutti gli uomini atti alle armi; di conseguenza vennero a mancare diversi servizi logistici, come quello di postino, ausiliario o vedetta; per sopperire a tale mancanza venne istituito il Corpo dei cadetti di Mafeking, un gruppo organizzato di giovani di supporto. Questo corpo fu molto importante per la nascita del movimento, in quanto fu di grande ispirazione a Baden-Powell, soprattutto per la sua organizzazione in squadre di 5 o 6 ragazzi di cui un capo ciascuna (futura squadriglia o pattuglia scout). A tutti i ragazzi venne successivamente dato un distintivo recante una bussola e una punta di lancia, molto simile a un giglio, che sarà poi adottato come simbolo ufficiale dello scautismo.
Nel frattempo la popolazione del Regno Unito, attraverso i giornali, seguì e sostenne la lotta per la difesa di Mafeking; quando questa si concluse con la vittoria delle forze britanniche, Baden-Powell venne acclamato come eroe nazionale. Questa ascesa alla fama alimentò sensibilmente le vendite del libro di istruzioni alla sopravvivenza che aveva scritto nel 1899, Aids to Scouting, nato dagli anni di esperienza e confronto con Burnham.

#### Ritorno in patria
Durante il ritorno nel Regno Unito, Baden-Powell venne a conoscenza del grande successo (soprattutto tra i giovani) del suo scritto Aids to Scouting, che veniva usato inaspettatamente da vari insegnanti e da vari gruppi giovanili come primo manuale di sopravvivenza. In seguito gli fu chiesto, soprattutto dall'organizzazione giovanile cristiana di ispirazione militare Boys' Brigade (BB), di scrivere un secondo libro per ragazzi sull'argomento ma Baden-Powell ritenne che fosse ancora prematuro e studiò altri schemi, parte dei quali utilizzò successivamente per lo scautismo.
Nel mese di luglio del 1906, Ernest Thompson Seton spedì a Baden-Powell una copia del suo libro The Birchbark Roll of the Woodcraft Indians, pubblicato nel 1902. Seton incontrò personalmente Baden-Powell poche settimane dopo, nel mese di ottobre dello stesso anno, per condividere reciprocamente idee e pensieri sui programmi di formazione per i giovani. In seguito a questo colloquio, ma anche grazie alla partecipazione a una conferenza tenuta da William Alexander Smith, fondatore delle Boys' Brigade, Baden-Powell decise di riscrivere Aids to Scouting per un pubblico più giovane.

### Nascita

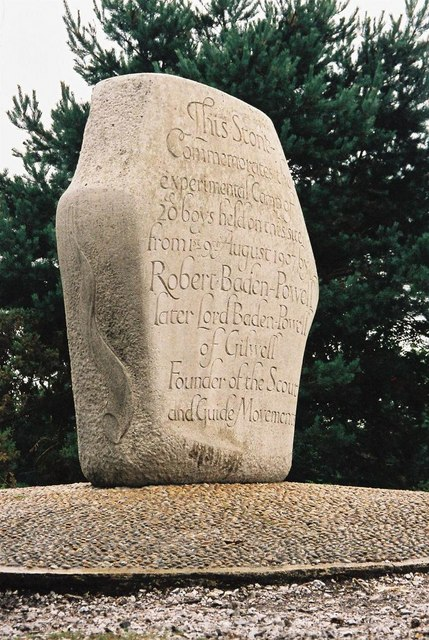
Stele commemorativa del primo campo scout al mondo eretta sull'isola di Brownsea.

#### Primo campo scout mondiale
(Robert Baden-Powell, prefazione di Scautismo per ragazzi)

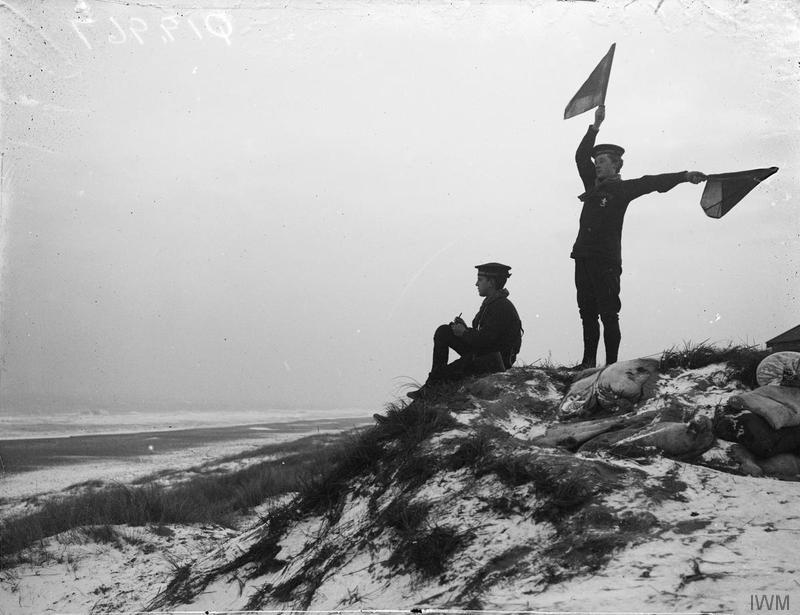
Scout nautici coinvolti in un'attività di segnalazione con le bandiere. Attività simili furono svolte durante il Campo di Brownsea Island.

Nel 1907 Robert Baden-Powell scrisse una bozza dedicata alle nozioni di sopravvivenza intitolata Boy Patrols. Nel mese di agosto dello stesso anno, per testare le sue idee, raccolse ventuno ragazzi di estrazione sociale mista (provenienti da scuole maschili di Londra, Poole, Parkstone, Hamworthy, Bournemouth e da unità di Boys' Brigade di Winton) e tenne un campo di una settimana nell'isola inglese di Brownsea (nella baia di Poole, Dorset, sulla Manica). Organizzato con il sistema delle pattuglie e dei capi pattuglia, il campo segnò la nascita del movimento scout.

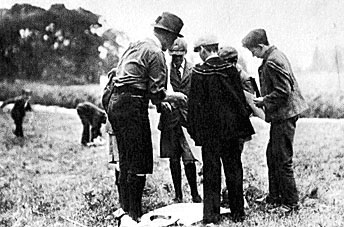
Robert Baden-Powell (di schiena) con i primi esploratori scout al mondo sull'isola di Brownsea.

#### Scautismo per ragazzi
(Robert Baden-Powell, prefazione di Scautismo per ragazzi)

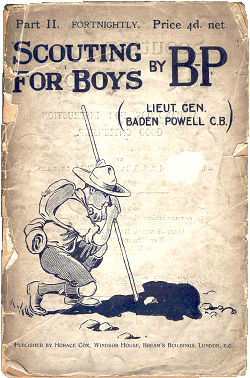
Copertina della prima edizione della seconda parte di "Scautismo per ragazzi".

Nell'autunno dello 1907 Baden-Powell fece un lungo tour organizzato dal suo editore, Arthur Pearson, per promuovere l'uscita del libro Scautismo per ragazzi. Per la stesura del testo non si limitò a riscrivere Aids to Scouting, ma omise la formazione degli aspetti militari e trasferì le tecniche (soprattutto di sopravvivenza) a eroi non militari, come uomini dei boschi ed esploratori (più tardi anche marinai e aviatori); il libro venne pubblicato prima in sei parti quindicinali, per poi essere ripubblicato in un unico volume sempre nel 1908.
L'opera ottenne grande successo e divenne il testo di riferimento dell'intero movimento scout, utilizzato anche in età contemporanea da esploratori e guide; il volume risulterà il quarto libro più venduto del XX secolo.
In breve tempo, sulla base di questo libro, si crearono un numero consistente di gruppi a carattere scout, sparsi per tutto il suolo inglese. Nel 1909 Baden-Powell decise di tenere il primo raduno scout al Crystal Palace di Londra, al quale parteciparono circa 11.000 ragazzi, più alcune ragazze vestite da scout che si facevano chiamare Girl Scout, le future guide. Dopo il successo in patria, Baden-Powell si adoperò per estendere il movimento nascente in tutto il mondo. Nel 1910 lasciò quindi l'esercito per fondare la The Scout Association (solo più tardi nacque la The Girl Guides Association), alla quale poi si aggiunsero le specializzazioni per lo scautismo nautico e aeronautico. Nello stesso anno, grazie a un censimento, si arrivarono a contare già oltre i 100 000 scout dell'associazione nazionale britannica maschile. 

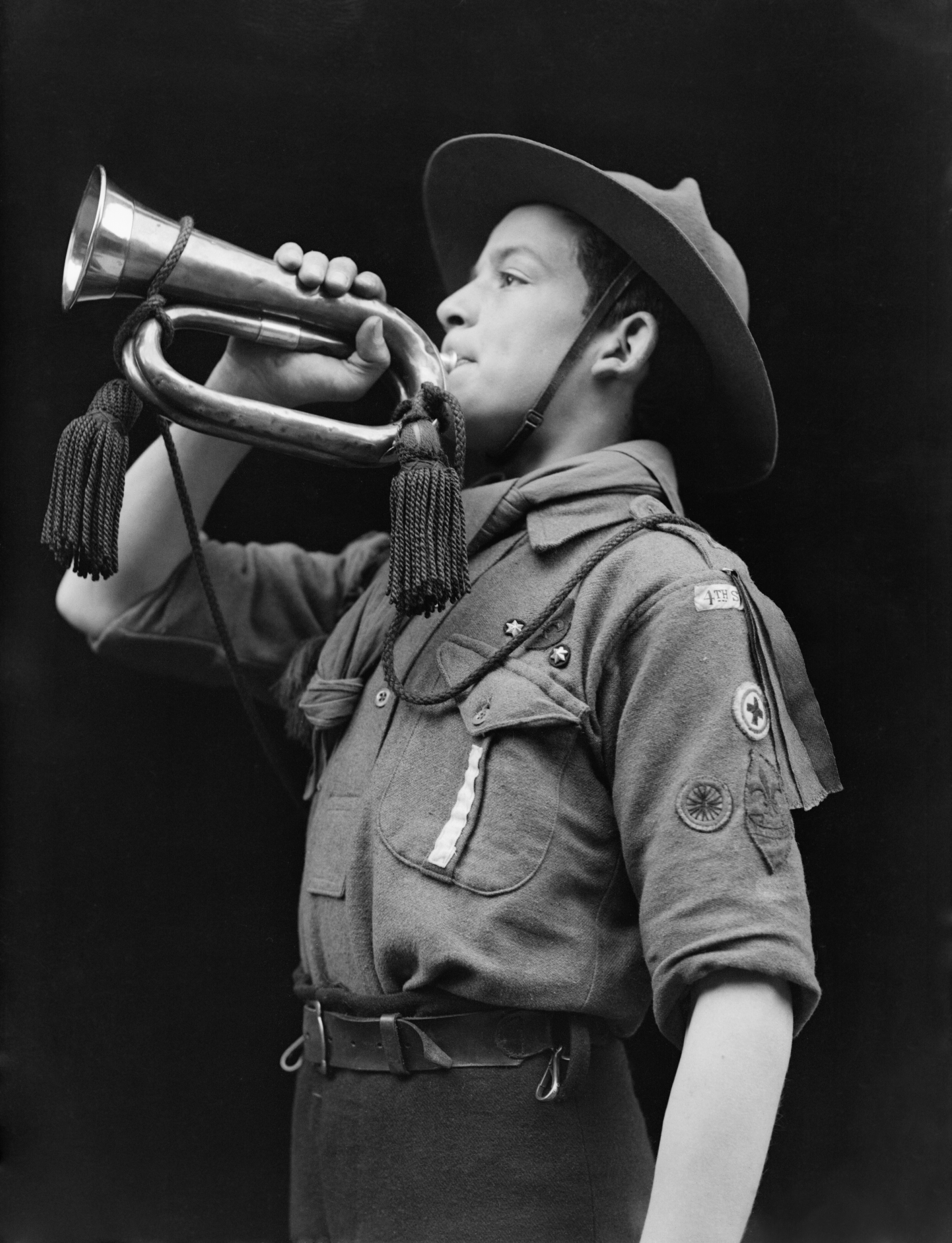
Un esploratore britannico durante la Grande Guerra nell'atto di suonare un via libera con la tromba dopo un bombardamento aereo.

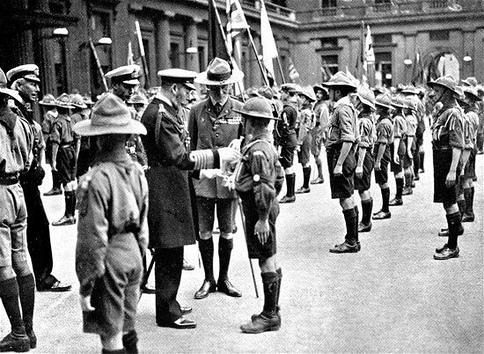
Il Primo raduno scout del mondo a Buckingham Palace a Londra; si riconoscono bene il Re Giorgio V e Robert Baden-Powell, al centro della figura.

### Evoluzione

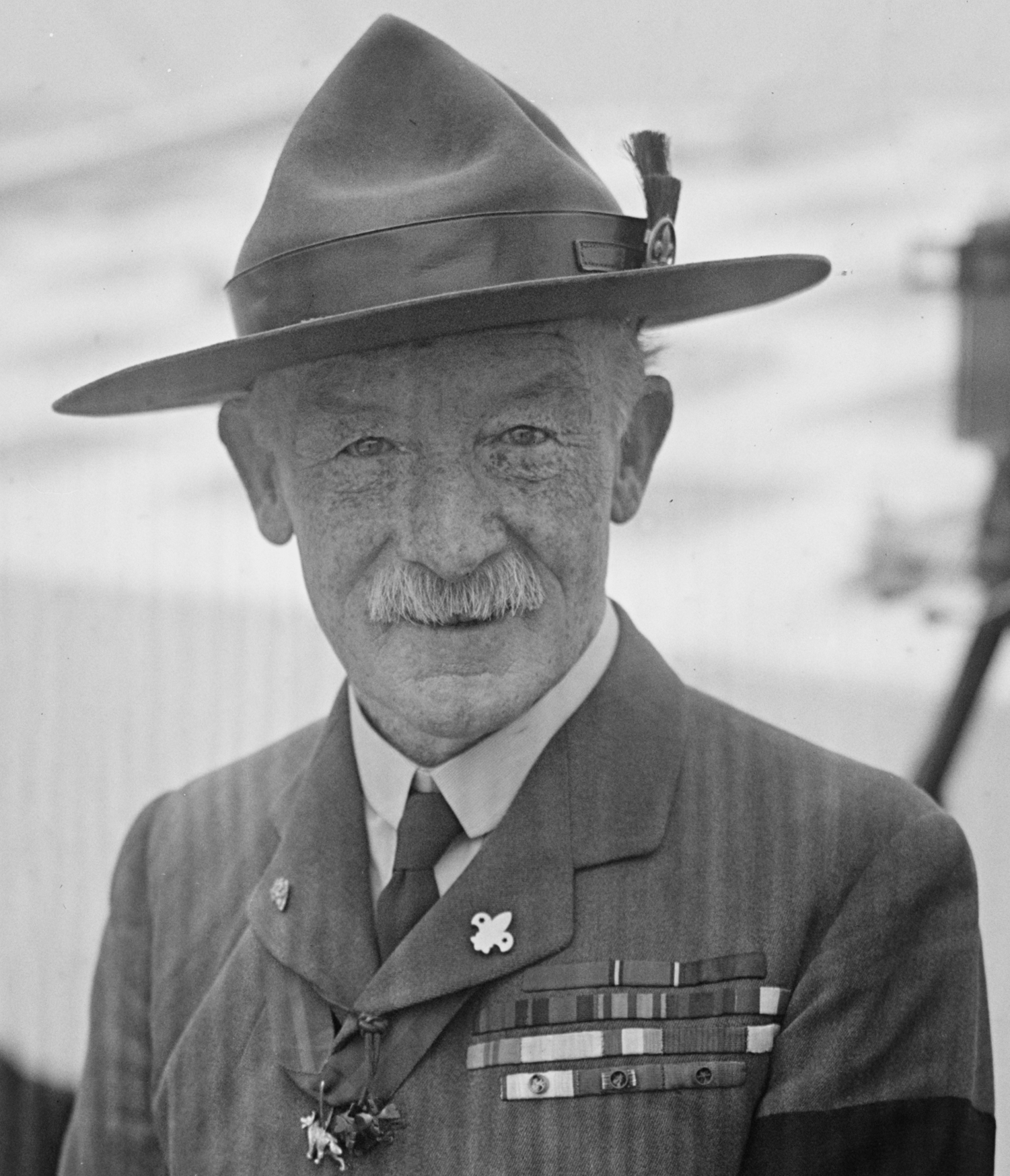
Robert Baden-Powell, Capo Scout del Mondo.

Il movimento si espanse in tutti i domini dell'Impero britannico, le odierne nazioni del Commonwealth; nel 1908, dopo la pubblicazione di Scautismo per ragazzi, il movimento si attivò soprattutto in Gibilterra, Malta, Canada, Australia, Nuova Zelanda e Sudafrica. Nel 1909 fu il Cile a essere il primo stato non appartenente ai domini britannici a possedere associazioni scout riconosciute da Baden-Powell. Molte altre nazioni seguirono il Cile l'anno successivo, come l'Argentina, la Danimarca, la Finlandia, la Francia, la Germania, la Grecia, l'India, la Malesia britannica, il Messico, i Paesi Bassi, la Norvegia, la Russia, la Svezia e gli Stati Uniti d'America.
Nello stesso decennio, per gestire meglio i partecipanti in base all'età, vennero aggiunte, oltre a quella di Reparto, le sezioni di Branco, rivolte ai più giovani e di Clan, per gli adolescenti. Negli Stati Uniti d'America il lupettismo iniziò a muovere i primi passi nel 1911 ma venne riconosciuto ufficialmente solo nel 1930 e così anche diversi altri stati dovettero attendere a lungo per un riconoscimento ufficiale delle nuove branche.
Il movimento raggiunse quindi un'espansione globale; in alcuni stati, a seguito di forti stravolgimenti politici legati a guerre e regimi dittatoriali (soprattutto durante le guerre mondiali), si assistette alla soppressione del libero scautismo, che sfociò alla clandestinità e allo scautismo in esilio.

#### Guidismo
Inizialmente il movimento scout era prerogativa maschile, ma in seguito anche le giovani spinsero per entrarne a far parte. Per questo motivo Baden-Powell, con l'aiuto della sorella Agnes, diede vita al movimento parallelo del guidismo. Agnes Baden-Powell divenne quindi la prima presidente della The Girl Guides Association e fu la fondatrice delle "Brownie Guides", branca femminile per le più giovani.

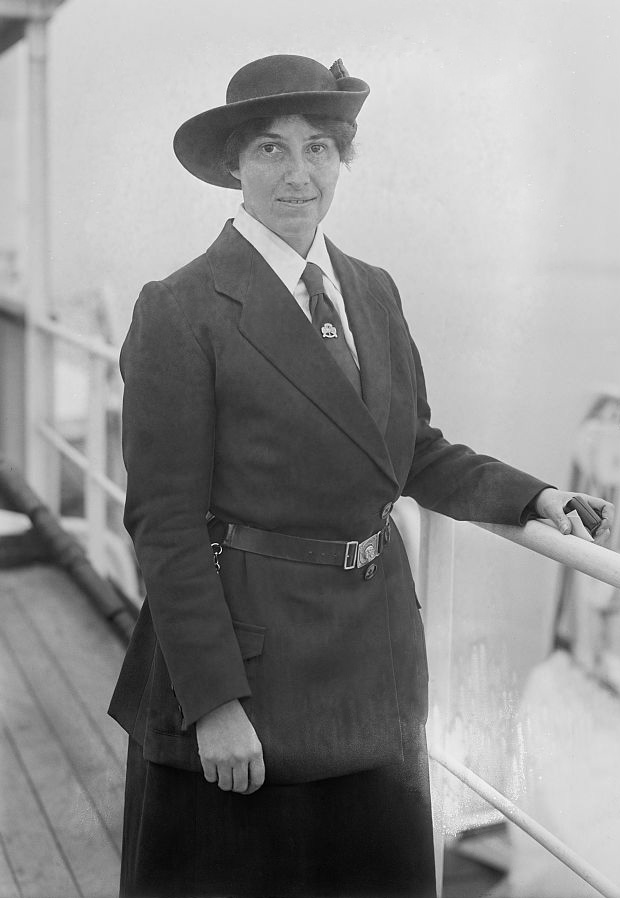
Olave Baden-Powell, Capo Guida del Mondo.

Nel 1920 la presidenza dell'associazione passò alla moglie di Baden-Powell, Olave.
Tutte le associazioni di guide riconosciute del mondo fanno parte dell'Associazione mondiale guide ed esploratrici (AMGE/WAGGGS), corrispondente femminile dell'Organizzazione mondiale del movimento scout (OMMS/WOSM).
Inizialmente i due movimenti nacquero come organizzazioni distinte, ma con il tempo nacquero anche associazioni con organizzazione coeducativa e dagli anni '90 fu calcolato che la maggior parte delle associazioni dell'Organizzazione mondiale del movimento scout avevano questa impostazione; in epoca contemporanea le associazioni scout sono per il maggior numero sia maschili sia femminili, portando avanti un metodo coeducativo. In alcuni casi, come in Gran Bretagna, questo avvenne quando l'associazione scout locale, The Scout Association, iniziò ad accogliere ragazze. In altri casi, come avvenuto in Italia, le associazioni di scout e quelle di guide si unirono per formare una sola associazione, appartenente contemporaneamente sia al movimento mondiale dello scautismo (tramite l'OMMS) che a quello del guidismo (tramite l'AMGE).

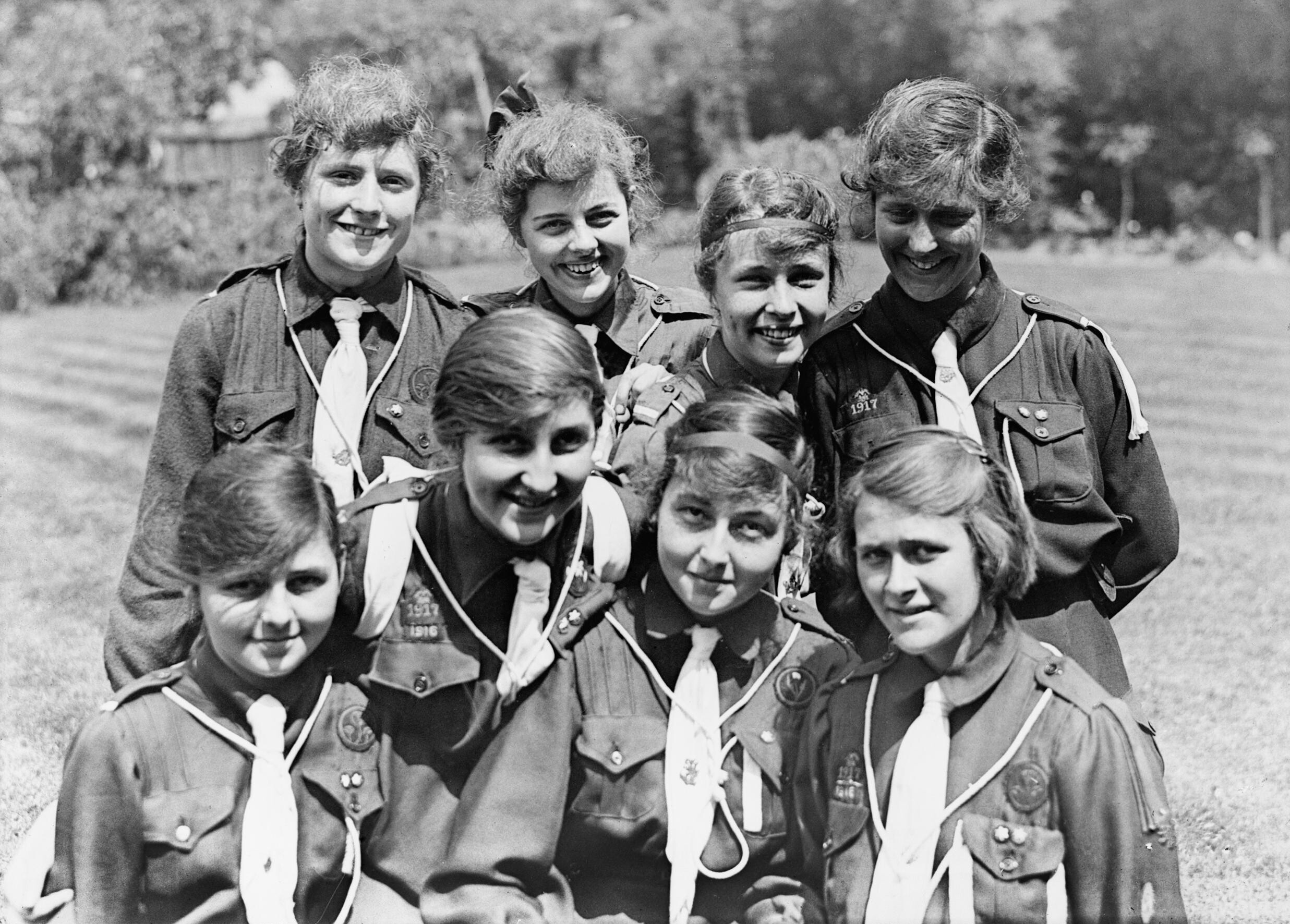
Una squadriglia femminile di guide inglesi nel 1918.

#### Formazione capi
(Robert Baden-Powell)

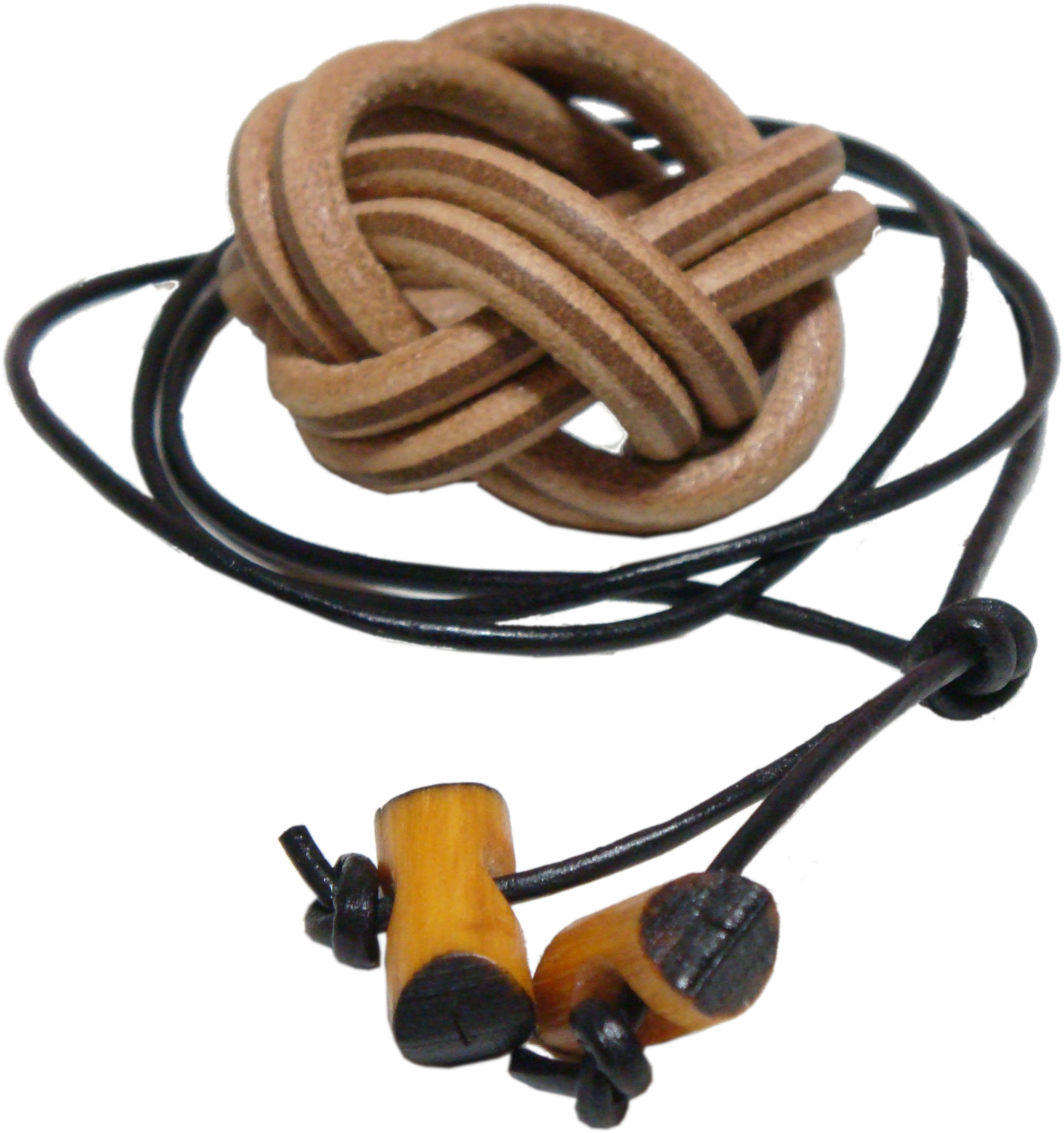
Il portafoulard a testa di turco e i tizzoni del Wood Badge.

Non potendo essere di riferimento per ogni singolo gruppo scout esistente, Robert Baden-Powell decise di istituire dei campi di formazione per adulti con lo scopo di istruirli per il comando di unità scout. I primi campi di addestramento per capi si tennero nella stessa Londra e nello Yorkshire tra il 1910 e il 1911. Baden-Powell volle un addestramento più pratico possibile per incoraggiare altri adulti ad assumere ruoli di comando all'interno dello scautismo, e sviluppò pertanto il corso Wood Badge, al fine di riconoscere la formazione degli adulti.
Lo scoppio della Prima Guerra Mondiale fece sì che il primo corso Wood Badge si tenne solamente nel 1919, primo anno di pace dal termine della guerra, a Gilwell Park.
Nel 1919 Robert Baden-Powell pubblicò inoltre un libro, Il libro dei Capi, per aiutare i capi scout nel loro compito. 

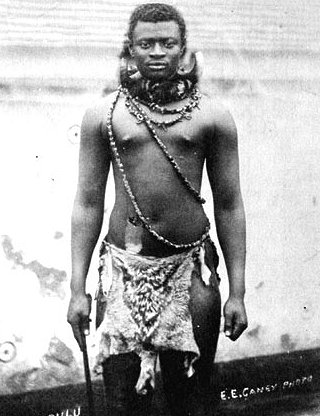
Il Re degli Zulu Dinuzulu kaCetshwayo mentre indossa i tizzoni ai quali si ispirerà Robert Baden-Powell per quelli del Wood Badge.

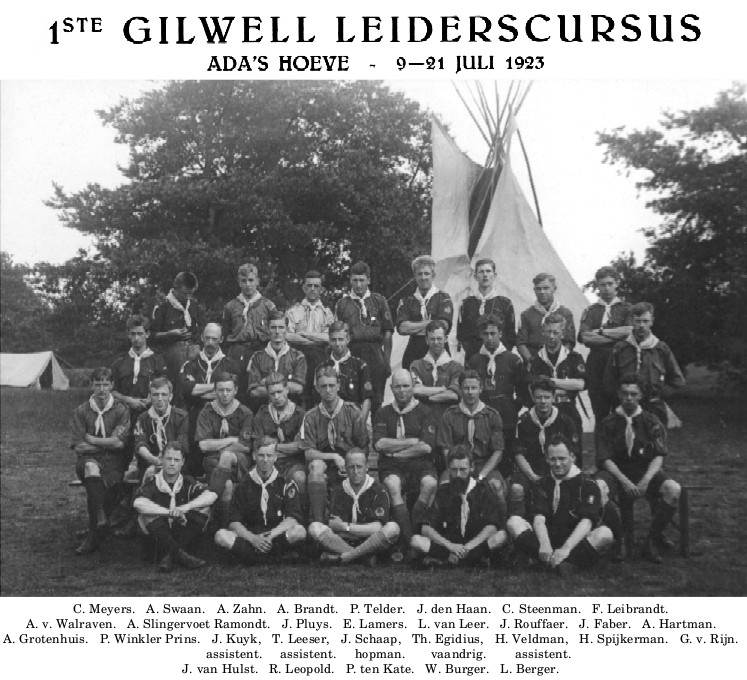
Il primo campo di formazione Wood Badge dei Paesi Bassi, svoltosi nel 1923.

### Centenario dello scautismo

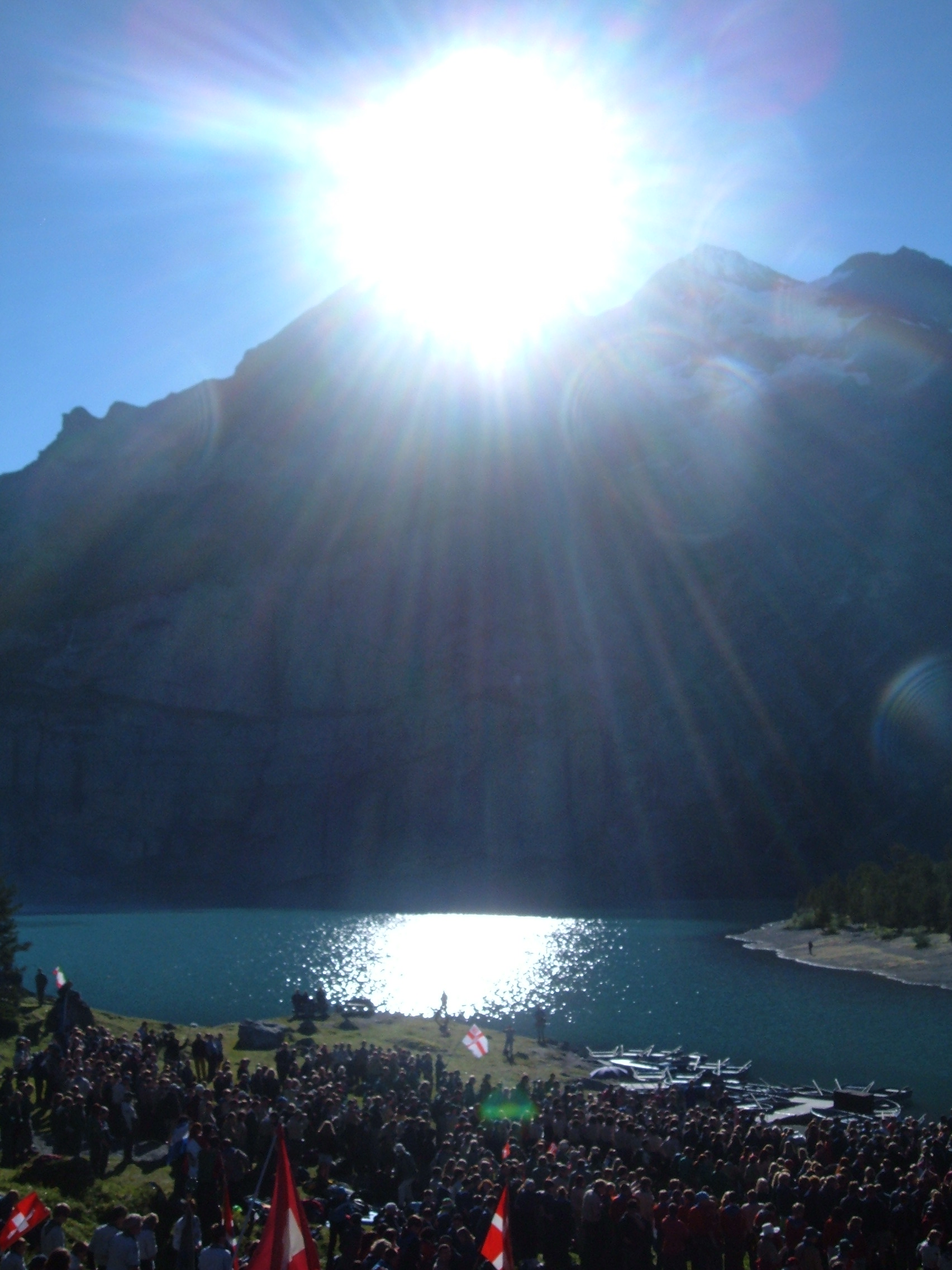
Il sole mentre nasce durante il Centenario dello Scautismo sulle vette svizzere.

Il 1º agosto 1907 cominciava il primo campo scout nell'isola di Brownsea, guidato da Robert Baden-Powell. Nel 2007 è stato celebrato l'anniversario del centenario e, il 1º agosto 2007, gli scout di tutto il mondo hanno partecipato all'alba del giorno rinnovando la promessa.
Per questa occasione l'Organizzazione mondiale del movimento scout ha indetto il Jamboree del Centenario che si è tenuto in Gran Bretagna, a Hylands Park.
Numerosi luoghi sono stati intitolati al fondatore o allo scautismo: piazze, strade, parchi, edifici e anche una montagna: Picco Baden-Powell.
Vennero organizzate varie iniziative:
- 21º Jamboree mondiale dello scautismo: svoltosi dal 27 luglio all'8 agosto a Hylands Park, Chelmsford, Essex, nel Regno Unito, paese in cui nacque il movimento scout.
- 1° Euromoot: raduno europeo ufficiale per Rover e Scolte organizzato dalla UIGSE-FSE, svoltosi dal 4 agosto all'11 agosto sui Monti Tatra (Slovacchia).
- Fiamma della Pace Scout e Guida 2007 (organizzata dall'International Scout and Guide Fellowship con l'appoggio dell'Organizzazione Mondiale del Movimento Scout e dell'Associazione mondiale guide ed esploratrici): il 22 febbraio è stata accesa una fiamma sulla tomba di Baden-Powell a Nyeri, in Kenya, ed è stata trasportata via terra e via mare attraverso l'Africa, Grecia, Italia (Bari, San Severo, Roma, Pisa, Lucca, Genova), Francia (Moisson), Belgio fino a giungere in Inghilterra il 31 luglio nel luogo del Jamboree del centenario.
- Alba del Centenario: gruppi di scout di diverse nazioni e associazioni hanno rinnovato il primo agosto alle 8 di mattina (ora locale) la propria promessa in ricordo dei 100 anni di scautismo e in segno di fraternità mondiale.Francobolli della Bielorussia stampati per l'occasione.

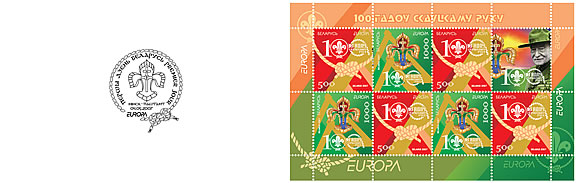
Francobolli della Bielorussia stampati per l'occasione.

- Francobolli: PostEurop, che gestisce l'emissione dei francobolli a tema Europa, ha stabilito per il 2007 l'emissione di almeno un francobollo per ogni stato aderente sul tema comune del centenario dello Scautismo.

In Italia la Federazione Italiana dello Scautismo (FIS) in ha indetto diverse iniziative:
- Cento Piazze per B.-P.
- Alba del Centenario: Cerimonia Nazionale al Circo Massimo (Roma) (oltre le numerose cerimonie locali in tutto il paese)
- Un calendario per 100 anni
- Le edizioni del Centenario, una riedizione dei testi di Baden-Powell
- Il Concerto dell'Alba

Anche l'Associazione Italiana Guide e Scouts d'Europa Cattolici (FSE) ha indetto diverse iniziative:
- Alba del Centenario: Cerimonia nazionale svoltasi sul Gianicolo (oltre le numerose cerimonie locali in tutto il paese)
- Udienza in Vaticano da Papa Benedetto XVI contestualmente e seguitamente all'alba del Centenario il 1º agosto
- Presentazione e pubblicazione del libro "Leggere le Tracce" sulla propria storia associativa e federale, alla presentazione di tale libro hanno partecipato rappresentanti di altre associazioni e di Centri Studi Scout italiani

Le diverse associazioni italiane hanno promosso il 20 maggio una giornata di "scautismo in piazza" (battezzata in diversi modi dalle diverse associazioni) per promuovere la conoscenza dello scautismo.
Tale manifestazione ha visto in alcune realtà locali l'incontro delle diverse associazioni in un evento unico.
Le Poste Italiane hanno emesso il 23 aprile (festa di San Giorgio, patrono degli Scout) due francobolli per ricordare l'evento.
La Rai e l'Istituto Luce, in collaborazione con la FIS e la FSE, hanno prodotto un documentario sulla storia dello scautismo italiano.
L'Associazione Guide e Scouts Cattolici Italiani (AGESCI), con Rai Trade, Rai Teche e Il Segretariato Sociale della Rai, ha prodotto il film documentario in DVD Il Grande Gioco - Cento anni di scautismo di Fabio Toncelli. Il film, andato in onda su Rai 3 il 9 gennaio 2008, racconta la storia dello scautismo italiano attraverso testimonianze, fiction e alcuni preziosi documenti filmati inediti, datati addirittura a partire dal 1920, mostrati in anteprima assoluta.
In questo anno vanno inoltre segnalati diversi interventi sullo scautismo su giornali, radio e televisioni promosse dalle varie associazioni e gruppi locali.

### Riconoscimenti
Nel 2021, l'Organizzazione mondiale del movimento scout (OMMS/WOSM) e l'Associazione mondiale guide ed esploratrici (AMGE/WAGGGS) vengono candidate congiuntamente al Premio Nobel per la pace 2021. L'OMMS era già stata candidata nel 1957, anno del cinquantenario del movimento scout.

## Il metodo scout
(Robert Baden-Powell)

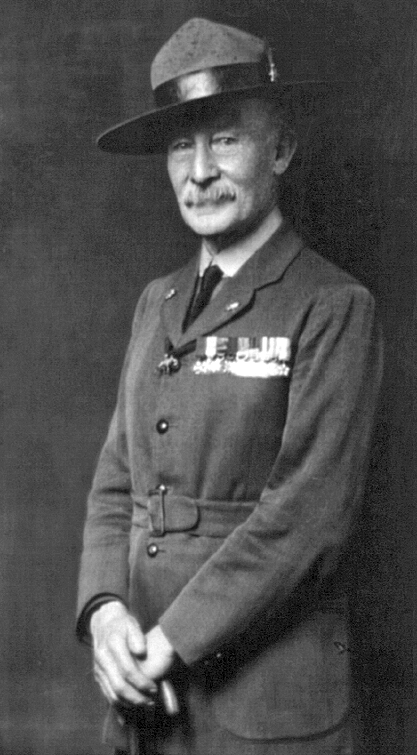
Robert Baden-Powell.

Il metodo scout è il cuore pulsante dello scautismo stesso, sua necessaria colonna portante. Come delineato dal suo fondatore Robert Baden-Powell, consiste in una serie di dettami: fisici, spirituali e morali di educazione non formale distribuiti negli obiettivi secondo l'età dei ragazzi partecipanti, prevedendo per lupetti e coccinelle maggiormente quello di sviluppare se stessi come individui sia mentalmente che fisicamente, per gli esploratori e le guide quello di aiutare il prossimo e per i rover e le scolte quello di mettersi al servizio della comunità.
In particolare Baden-Powell schematizza nei suoi scritti il suddetto sistema educativo in quattro punti cardine:
- Carattere: l'obiettivo di far raggiungere ai ragazzi l'autonomia e l'indipendenza e a fargli sviluppare la sensibilità all'osservazione per riuscire a cavarsela al meglio anche nelle difficoltà.
- Abilità manuale: l'obiettivo di far raggiungere ai ragazzi determinate capacità manuali premiate dal movimento con i distintivi di specialità scout.
- Salute fisica: l'obiettivo di incoraggiare i ragazzi a una vita sana e attiva con la cura del proprio corpo.
- Servizio civico: l'obiettivo di porre i ragazzi al servizio della comunità.

Il metodo scout si è però sempre evoluto durante la storia dello scautismo, così, nel 1990, la più grande associazione internazionale scout, l'Organizzazione Mondiale del Movimento Scout, ha deciso di stilarne una forma in sette punti fondamentali:
- Legge e Promessa: si tratta di due fattori complementari, cuore del metodo scout. Assicurando la Promessa alla Legge e la Legge alla Promessa lo scautismo riesce a delineare di se stesso l'intero suo codice di valori di vita che ogni scout deve impegnarsi a rispettare facendo del suo meglio.
- Imparare facendo: si tratta del principio dell'autoeducazione secondo il quale ogni ragazzo riesce a imparare meglio non nell'imposizione di un insegnamento in stile scolastico o di un addestramento in stile militare ma al contrario nell'incentivare la responsabilità personale con la pratica più che con la teoria dell'educazione formale (anche se naturalmente non manca lo studio in vista dell'esecuzione). È In quest'ottica che sono importanti metodi pratici e attivi quali lo scouting, per l'abilità manuale e la formazione del carattere o l'hébertismo per la salute e forza fisica, nella visione ancor più complessiva e generale di grande attività fisica e esplorativa e di servizio dello scautismo.Alcuni scout britannici lavorano nei campi coltivando durante la Grande Guerra

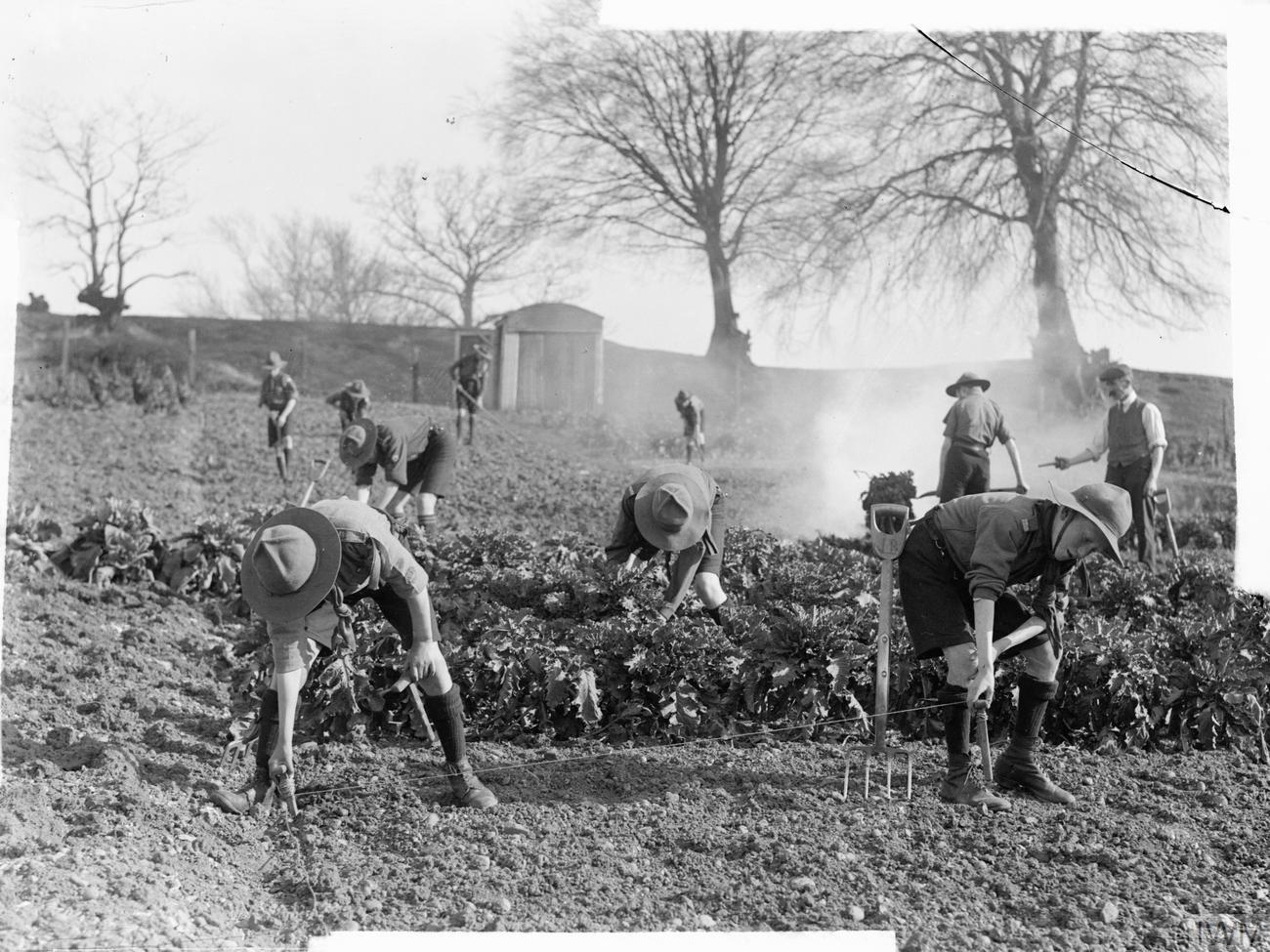
Alcuni scout britannici lavorano nei campi coltivando durante la Grande Guerra

- Sistema di gruppi d'azione: si tratta del principio fondante che vede il metodo fondarsi su una divisione, oltre che d'età nelle varie branche (lupetti e coccinelle, esploratori e guide, rover e scolte), degli stessi ragazzi all'interno di ogni branca (soprattutto per quanto riguarda la branca E/G) in piccoli gruppi di lavoro chiamati a volte sestiglie, a volte squadriglie e altre volte pattuglie.
- Simbolismo: il simbolismo scout viene ritenuto importante perché i simboli possono veicolare una grande quantità di: idee, valori, modi di vedere il mondo e stili di vita. Ad esempio lo scautismo fa molta leva sul suo simbolo, sul suo motto e sull'uniforme scout, con particolare rilevanza del fazzolettone o foulard scout.
- Progressione personale: si tratta del concetto pedagogico della crescita personale per mezzo di una sempre più elevata responsabilizzazione personale ottenuta sia per mezzo dell'alzarsi degli incarichi di responsabilità ottenuti all'interno di una comunità scout che per mezzo del sistema delle specialità, sviluppate anche a livello di lupetti.
- Natura: la natura acquista molta importanza nell'idea scout tanto che Baden-Powell stesso ne aveva già espresso la centralità in una visione anche spirituale che si rifà all'idea della contemplazione dell'armonia del cosmo come forma di elevazione dello spirito.
- Supporto degli adulti: fondamentale nello scautismo è l'attività dei capi scout adulti, volontari che hanno il compito non solo di organizzare tutte le varie attività del proprio gruppo ma anche e soprattutto quello di fare da guida ed esempio ai propri ragazzi.

Così come l'OMMS anche la sua corrispondente femminile l'AMGE, Associazione mondiale guide ed esploratrici, ha stilato una lista di cinque punti cardine del metodo scout. Oltre a riconoscere i punti per il sistema di gruppi d'azione, la progressione personale, l'imparare facendo e l'importanza della natura dell'OMMS, questa associazione ne aggiunge il concetto di fratellanza e cittadinanza mondiale:
- Fratellanza e cittadinanza mondiale: spirito di collaborazione, curiosità, ascolto, empatia e apprezzamento delle diversità in un contesto non solo locale o nazionale, ma anche internazionale e persino mondiale.

## Lo scautismo nel mondo

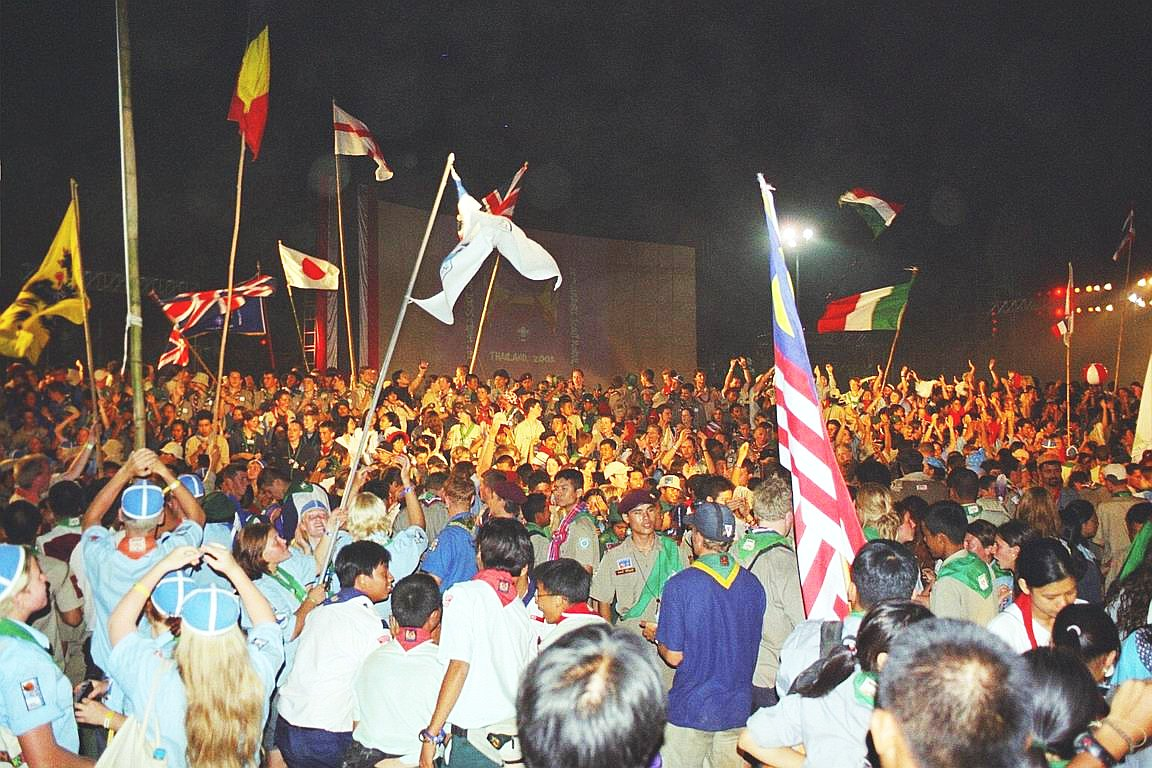
Cerimonia di chiusura del 20º Jamboree Mondiale tenutosi in Thailandia a cavallo del 2002 e del 2003.

Nel mondo esistono al 2009 almeno 540 associazioni (nazionali o regionali) con più di 38 milioni di scout e 10 milioni di guide, giovani e adulti, maschi e femmine, in 216 differenti paesi e territori.
Le organizzazioni mondiali che raccolgono il maggior numero di associazioni affiliate e di iscritti, sono:
- L'Organizzazione mondiale del movimento scout (WOSM o OMMS) e l'Associazione mondiale guide ed esploratrici (WAGGGS o AMGE), rappresentanti originariamente rispettivamente la parte maschile e femminile del movimento. Tuttavia, l'originale distinzione si è fatta con il tempo meno rigida, molte associazioni scout accolgono anche ragazze e, addirittura, molte associazioni europee sono affiliate contemporaneamente a entrambi i movimenti. WOSM e WAGGGS sono anche le uniche organizzazioni mondiali che risalgono direttamente allo stesso Baden-Powell.
- La Union Internationale des Guides et Scouts d'Europe – Fédération du Scoutisme Européen (UIGSE-FSE) è una federazione scout internazionale che opera a livello europeo e raccoglie esclusivamente associazioni scout di fede cristiana.
- La World Federation of Independent Scouts (WFIS) è un'organizzazione scout internazionale per gli scout indipendenti, nata con lo scopo principale di favorire l'incontro e lo scambio mediante campi, corsi di formazione, Jamboree e non solo. La WFIS nasce nel 1996 a Laubach (Germania) con l'obiettivo di creare una federazione per gli scout che non fanno parte di altre organizzazioni internazionali e per offrire la possibilità di instaurare contatti a livello europeo e mondiale.
- L'Order of World Scouts (OWS), prima organizzazione scout dissidente (fu fondata nel 1911 da Sir Francis Vane lo stesso che fondò lo scautismo in Italia nel 1910). L'OWS conta un basso numero di iscritti[basso quanto ?] ed è ancora presente in circa dieci paesi.

La più antica organizzazione scout internazionale attiva ininterrottamente è la Skolta Esperanto-Ligo, fondata nel 1918. Essa riunisce singoli membri di associazioni scout nazionali (non è dunque in "concorrenza" con le altre associazioni scout) e promuove la dimensione internazionale dello scautismo attraverso l'uso della Lingua esperanto, come auspicato da Baden-Powell.

## Lo scautismo nella cultura di massa

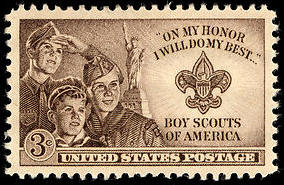
Francobollo commemorativo dei Boy Scouts of America ritraente tre scout rappresentanti delle proprie branche: un Lupetto (centro), un Esploratore (destra), un Rover (sinistra).

Fin dalla sua fondazione il Movimento Scout è entrato a far parte di molti elementi della cultura popolare; dai film alle serie televisive, dai libri ai fumetti.